# Caloptilia octopunctata
Caloptilia octopunctata är en fjärilsart som först beskrevs av Turner 1894.  Caloptilia octopunctata ingår i släktet Caloptilia och familjen styltmalar.
Artens utbredningsområde är:
- Tanzania.
- Uganda.

Inga underarter finns listade i Catalogue of Life.